# Panthera leo melanochaita
Panthera leo melanochaita (Smith, 1842) è una sottospecie di leone diffusa nell'Africa meridionale e orientale. In quest'area, la specie è localmente estinta in Lesotho, Gibuti ed Eritrea, ed è minacciata dalla perdita di habitat e di prede, dall'uccisione da parte delle comunità locali in risposta alla predazione sul bestiame, e, in diversi paesi, anche dalla caccia sportiva. Dall'inizio del XXI secolo, le popolazioni di leone all'interno di aree protette gestite in modo intensivo in Botswana, Namibia, Sudafrica e Zimbabwe sono aumentate, mentre sono diminuite nei paesi dell'Africa orientale. Nel 2005 è stata sviluppata una Strategia di conservazione del leone per l'Africa orientale e meridionale.
I risultati di uno studio filogeografico indicano che le popolazioni dell'Africa meridionale e orientale costituiscono un clade principale distinto rispetto a quelle dell'Africa occidentale, centrale e dell'Asia. Nel 2017, la Cat Classification Task Force dello IUCN Cat Specialist Group ha ricondotto le popolazioni di leone a due sole sottospecie, basandosi sui grandi cladi genetici: P. l. leo and P. l. melanochaita. All'interno di P. l. melanochaita sono distinguibili tre sottocladi: uno dell'Africa nord-orientale, uno dell'Africa sud-occidentale e uno dell'Africa sud-orientale.
L'esemplare tipo di P. l. melanochaita era un leone dalla criniera nera del Capo di Buona Speranza, noto come leone del Capo. Analisi filogeografiche di campioni provenienti da Gabon e Repubblica del Congo hanno rivelato una stretta relazione genetica con i leoni dell'Africa meridionale, in particolare con quelli di Namibia e Botswana. La sottospecie è indicata anche con i nomi di leone meridionale, leone dell'Africa meridionale, leone dell'Africa sud-orientale e «sottospecie meridionale».

## Tassonomia
Felis (Leo) melanochaitus fu il nome scientifico proposto da Charles Hamilton Smith nel 1842 per descrivere un esemplare di leone proveniente dalla Provincia del Capo, in Sudafrica. Tra XIX e XX secolo, diversi naturalisti descrissero esemplari zoologici provenienti dall'Africa meridionale e orientale, proponendo varie sottospecie:
- Felis leo somaliensis (Noack, 1891), descritta a partire da due esemplari somali;[12]
- Felis leo massaicus (Neumann, 1900), descritta a partire da due leoni abbattuti vicino a Kibaya e al fiume Gurui, in Kenya;[13]
- Felis leo sabakiensis (Lönnberg, 1910), descritta a partire da due maschi provenienti dai dintorni del Kilimangiaro;[14]
- Felis leo roosevelti (Heller, 1913), descritta a partire da un leone dell'altopiano etiope donato a Theodore Roosevelt;[15]
- Felis leo nyanzae (Heller, 1913), descritta a partire da una pelle di leone di Kampala, Uganda;[15]
- Felis leo bleyenberghi (Lönnberg, 1914), descritta a partire da un maschio della provincia del Katanga, ex Congo Belga;[16]
- Leo leo hollisteri (Allen, 1924), descritta a partire da un maschio di Lime Springs, presso il lago Vittoria;[17]
- Leo leo krugeri (Roberts, 1929), descritta a partire da un maschio adulto della Sabi Sand Game Reserve, in onore di Paul Kruger;[18]
- Leo leo vernayi (Roberts, 1948), descritta a partire da un maschio del Kalahari raccolto durante la Vernay-Lang Kalahari Expedition;[19]
- Panthera leo webbensies (Zukowsky, 1964), descritta a partire da due esemplari somali: uno conservato al Museo di storia naturale di Vienna, proveniente dallo Uebi Scebeli, e uno in uno zoo tedesco, originario dell'entroterra di Mogadiscio.[20]

La validità di molte di queste sottospecie fu a lungo oggetto di disputa tra naturalisti e curatori museali, fino all'inizio del XXI secolo. Nel XX secolo, alcuni autori continuarono a sostenere che il leone del Capo fosse una sottospecie distinta. Nel 1939, lo zoologo statunitense Allen riconobbe come valide F. l. bleyenberghi, F. l. krugeri e F. l. vernayi per l'Africa meridionale, e F. l. hollisteri, F. l. nyanzae e F. l. massaica per l'Africa orientale.
Nel 1930 Pocock assegnò il leone al genere Panthera in una pubblicazione sui leoni asiatici. Ellerman e Morrison-Scott riconobbero solo due sottospecie di leone per il Paleartico: P. l. leo per l'Africa e P. l. persica per l'Asia. Altri autori arrivarono a proporre fino a 7-10 sottospecie africane. Alcuni continuarono a seguire il modello binario di Ellerman e Morrison-Scott, con un'unica sottospecie africana.
Negli anni Settanta, P. l. vernayi fu considerato sinonimo di P. l. krugeri. Nel 1975, Vratislav Mazák ipotizzò che il leone del Capo si fosse evoluto in isolamento a causa della Grande Scarpata sudafricana. Tuttavia, questa ipotesi è stata messa in discussione nel XXI secolo: si ritiene oggi che siano esistiti corridoi ecologici tra il Capo, il Kalahari e il Transvaal che permettevano flussi genetici tra le popolazioni, attraverso un passaggio tra la Scarpata e l'Oceano Indiano.
Nel 2005, Mammal Species of the World riconosceva P. l. bleyenberghi, P. l. krugeri, P. l. vernayi, P. l. massaica, P. l. hollisteri e P. l. nyanzae come sottospecie valide. Nel 2016, la Lista Rossa IUCN ricondusse tutte le popolazioni africane di leone a un'unica sottospecie: P. l. leo. Attualmente, sono riconosciute due sole sottospecie:
- P. l. melanochaita, che comprende le popolazioni dell'Africa meridionale e orientale;
- P. l. leo, che comprende le popolazioni dell'Africa settentrionale, occidentale e centrale, oltre a quelle asiatiche.

Dati genomici su un esemplare storico di leone del Sudan nato in natura mostrano un mtDNA affine a P. l. leo, ma con una forte vicinanza genetica a P. l. melanochaita. Questo risultato suggerisce che la classificazione tassonomica delle popolazioni dell'Africa centrale potrebbe dover essere rivista.

### Filogenesi

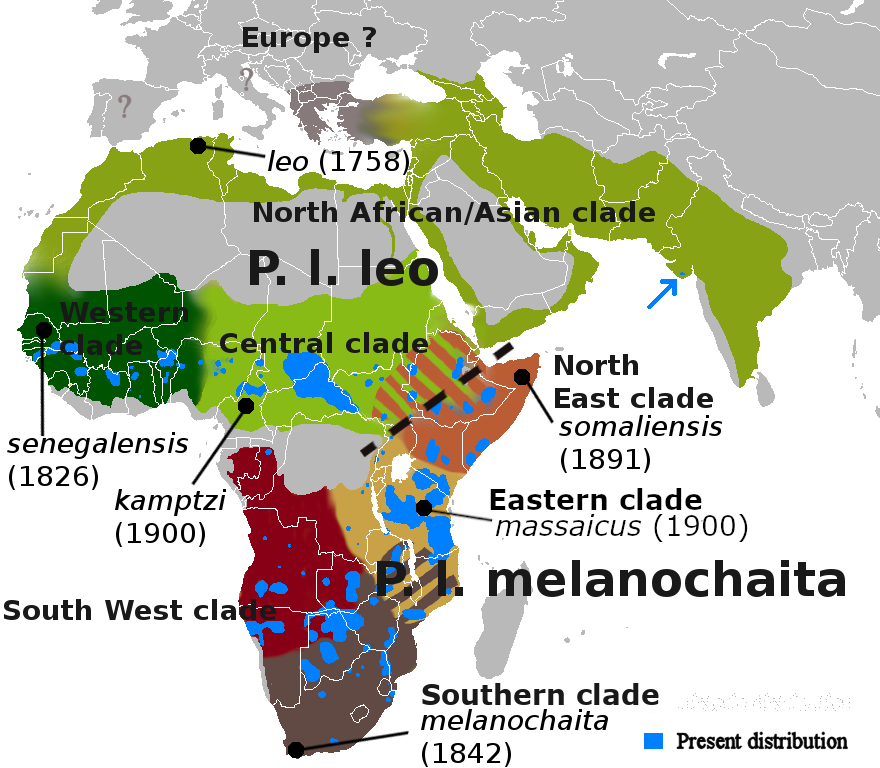
Mappa dell'areale che include i cladi proposti e le due sottospecie (P. l. leo e P. l. melanochaita) secondo la ricerca genetica.

Dall'inizio del XXI secolo, numerosi studi filogenetici hanno cercato di chiarire lo status tassonomico di esemplari museali e selvatici. Sono stati analizzati tra 32 e 480 campioni da un massimo di 22 paesi. I risultati genetici indicano l'esistenza di due grandi gruppi evolutivi distinti: uno in Africa meridionale e orientale, l'altro nelle regioni settentrionali e orientali dell'areale storico del leone. Questi due cladi si sarebbero separati tra 50.000 e 200.000 anni fa. La foresta pluviale tropicale e la Rift Valley dell'Africa orientale potrebbero aver agito come barriere geografiche.
Campioni prelevati nel Parco nazionale degli Altopiani Batéké in Gabon e nel Parco nazionale di Odzala-Kokoua nella Repubblica del Congo si sono rivelati geneticamente simili a quelli provenienti da Namibia e Botswana. Un'analisi filogenetica di campioni africani e asiatici ha suggerito che tutti i leoni condividano un antenato comune vissuto tra 98.000 e 52.000 anni fa. I campioni dell'Africa occidentale presentano alleli condivisi con leoni dell'Africa meridionale, mentre quelli dell'Africa centrale condividono alleli con popolazioni asiatiche. Questi dati indicano che l'Africa centrale ha funzionato come zona di mescolanza genetica dopo un periodo di isolamento, forse grazie a corridoi migratori nel bacino del Nilo durante l'Olocene inferiore.

### Sovrapposizione tra sottospecie

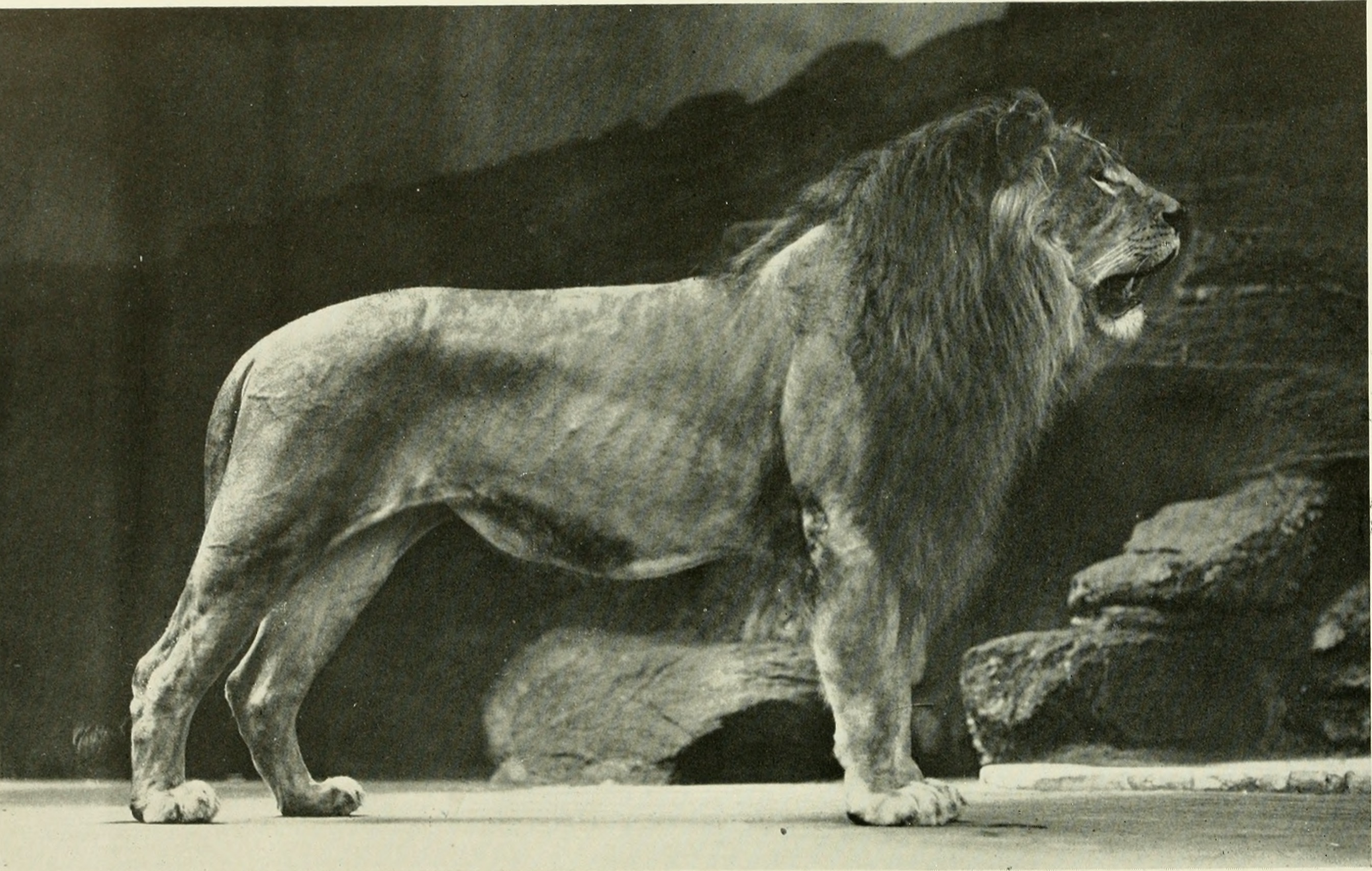
Leone dall'Etiopia allo zoo del Bronx.

Tra sei esemplari in cattività provenienti dall'Etiopia, cinque si sono raggruppati con campioni dell'Africa orientale, mentre uno con quelli del Sahel. In uno studio successivo, otto campioni selvatici dell'Altopiano etiope sono stati inclusi in un'analisi filogeografica su 194 campioni provenienti da 22 paesi. Quattro sono risultati affini ai leoni dell'Africa centrale e quattro a quelli dell'Africa orientale, a indicare che la Rift Valley non costituisce una barriera genetica assoluta. L'Etiopia sud-orientale è quindi considerata una zona di commistione genetica tra leoni dell'Africa centrale e orientale.

## Distribuzione e habitat
In Africa orientale e meridionale, le popolazioni di leone sono in diminuzione in:
- Etiopia: le popolazioni di leoni sono diminuite sin dai primi del Novecento a causa della caccia al trofeo da parte degli europei, delle uccisioni da parte delle popolazioni locali per paura o per commercio illegale delle pelli, e durante le guerre civili.[40] Nel 2009 si stimava che tra 7 e 23 leoni vivessero nel Parco nazionale di Nechisar, un'area protetta invasa da insediamenti e bestiame.[41] Nel 2012, i leoni sono stati documentati anche nelle foreste nebulose della Riserva della biosfera di Kafa.[42]
- Somalia: la popolazione è in declino sin dai primi del Novecento.[43] Il bracconaggio intensivo e i disordini civili a partire dagli anni Ottanta hanno rappresentato una seria minaccia per la sopravvivenza della specie.[44][45]
- Uganda: i leoni hanno quasi raggiunto l'estinzione locale nel XX secolo.[46] Nel 2010, si stimava la presenza di 408 ± 46 esemplari distribuiti tra tre parchi nazionali (Queen Elizabeth, Murchison Falls e Kidepo Valley), mentre in altre aree protette probabilmente ne restavano meno di dieci.[47] Gli esemplari del Parco nazionale Queen Elizabeth formano una popolazione contigua con quelli del Parco nazionale dei Virunga.[48]
- Kenya: negli anni Novanta, la popolazione ha subito un calo a causa di avvelenamenti e bracconaggio delle specie preda.[44] Tra il 2001 e il 2006, almeno 108 leoni sono stati uccisi nell'area composta dai parchi Amboseli, Tsavo West e Tsavo East.[49] Nel 2006, si stimavano 675 leoni nei parchi di Tsavo, su un totale di circa 2.000 in Kenya.[49] Tra il 2004 e il 2013, i guardaparco hanno identificato 65 leoni in un'area attorno al Parco nazionale di Amboseli di 3.684 km².[50] Le popolazioni sono oggi frammentate in 17 nuclei tra Kenya e Tanzania, con superfici variabili da 86 a oltre 127.000 km².[51]
- Ruanda e Tanzania: il genocidio ruandese e la conseguente crisi dei rifugiati degli anni Novanta hanno contribuito al declino.[44] Nel Parco nazionale dell'Akagera, in Ruanda, si stimava la presenza di non più di 35 individui nel 2004;[52] i leoni sono stati reintrodotti nel 2015.[53]
- Malawi e Zambia: la caccia illegale alle prede nelle aree protette ha causato una riduzione delle popolazioni di leoni.[44]
- Botswana: il leone è stato cacciato intensivamente sin dal XIX secolo e il suo habitat trasformato in insediamenti umani.[54] Nella Northern Tuli Game Reserve, tra il 2005 e il 2011 sono morti 19 leoni per bracconaggio, caccia al trofeo e trappole.[55]
- Namibia: sin dagli anni Settanta, gli allevatori hanno sistematicamente abbattuto i leoni.[56] Nel 2010, nel Kalahari si stimava una popolazione isolata tra i 683 e i 1.397 individui distribuiti in tre aree protette: Kgalagadi Transfrontier Park, Kalahari Gemsbok e Gemsbok National Park.[57]
- Sudafrica: i leoni sono stati sterminati nel XIX secolo nelle Province del Capo e del Natal, a sud del fiume Orange; la popolazione del leone del Capo fu estinta entro il 1860.[6] Alcuni decenni dopo, anche i leoni dell'Highveld a nord del fiume Orange scomparvero.[58] Nel Transvaal, i leoni sopravvissero fino agli anni '70 solo nel Bushveld orientale.[59] Tra il 2000 e il 2004, 34 esemplari furono reintrodotti in otto aree protette della Provincia del Capo Orientale, incluso il Parco nazionale degli elefanti di Addo.[60] Nella Venetia Limpopo Nature Reserve, 18 leoni furono abbattuti in caccia al trofeo e 11 abbattuti per eutanasia tra il 2005 e il 2011.[55]

Nel 2005 fu condotta una valutazione della distribuzione e qualità dell'habitat del leone nell'Africa orientale e meridionale, mappando le cosiddette Lion Conservation Units (LCU). Tra il 2002 e il 2012, le stime delle popolazioni presenti in queste LCU oscillavano tra i 33.967 e i 32.000 individui. Le unità considerate roccaforti della specie (con oltre 500 individui e popolazioni stabili al 2012) sono Ruaha-Rungwa, Serengeti-Mara, Tsavo-Mkomazi e Selous in Africa orientale; e Luangwa, Kgalagadi, Okavango-Hwange, Mid-Zambezi, Niassa e Greater Limpopo in Africa meridionale.

### Clade nord-orientale

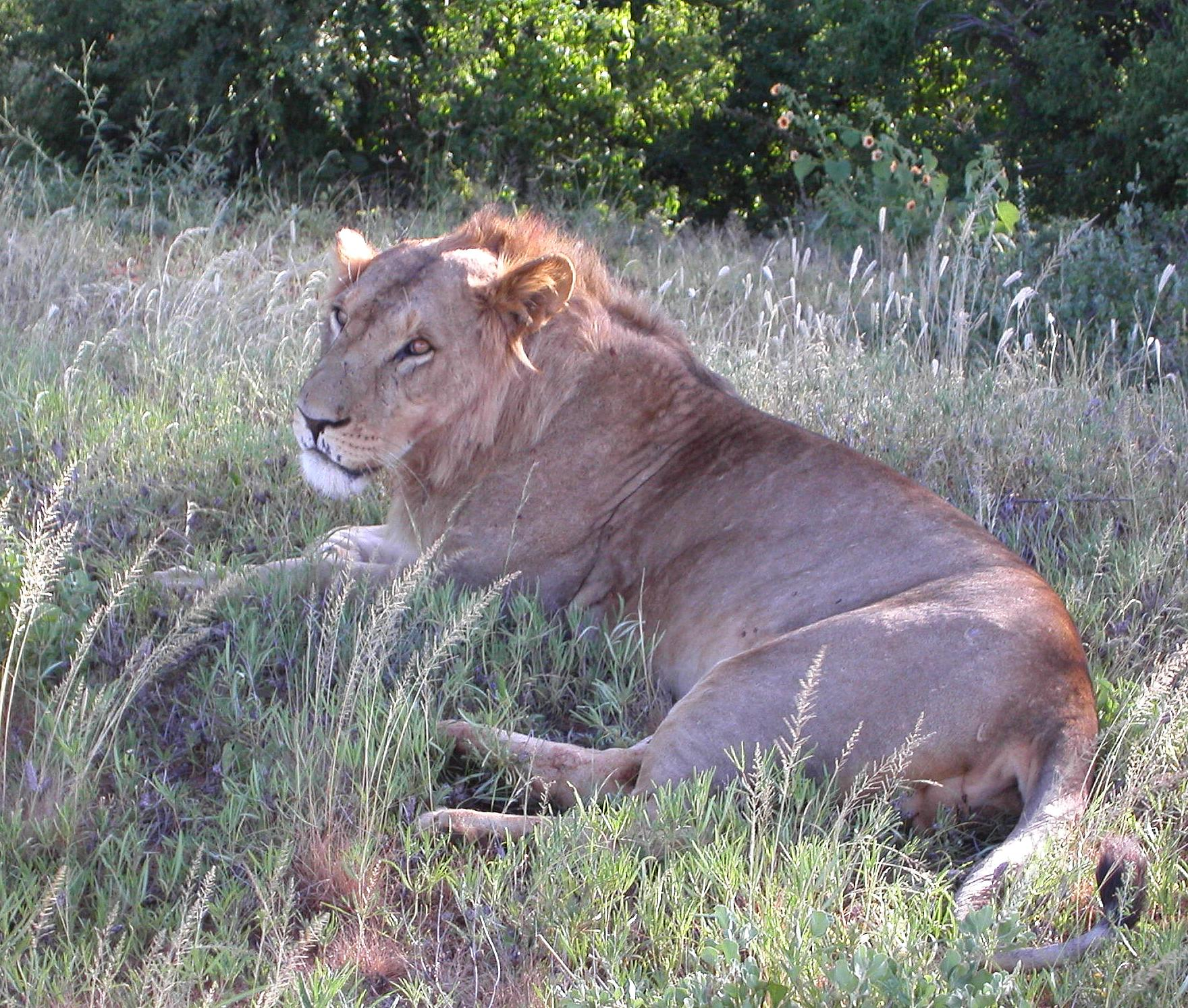
Un giovane maschio del clade nord-orientale a Samburu.

Include i leoni di Somalia, Kenya settentrionale ed Etiopia, con un'area di ibridazione più ampia verso P. l. leo nell'Etiopia centrale.
| Paese          | Lion Conservation Units                                 | Superficie (km²) |
| -------------- | ------------------------------------------------------- | ---------------- |
| Etiopia        | South Omo, Nechisar, Bale, Welmel-Genale, Awash, Ogaden | 93.274           |
| Somalia        | Arboweerow−Alafuuto                                     | 24.527           |
| Somalia, Kenya | Bushbush-Arawale                                        | 22.540           |
| Kenya          | Laikipia-Samburu, Meru, Nairobi                         | 43.706           |

### Clade sud-orientale

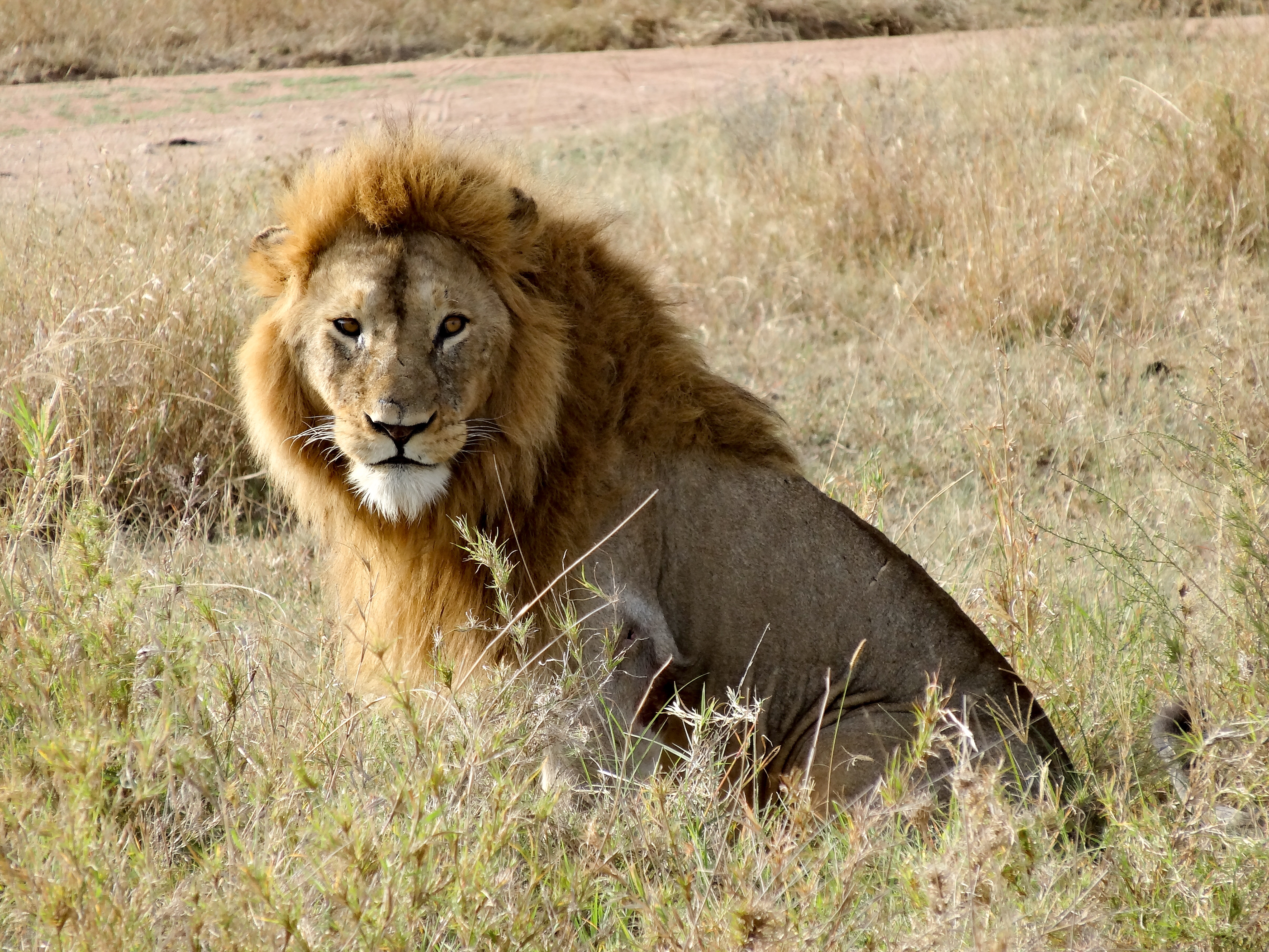
Un maschio del clade sud-orientale nel Serengeti.

Comprende i leoni di Kenya meridionale, RDC, Tanzania, Mozambico, Malawi, Zambia, Namibia meridionale e Sudafrica. Il Parco transfrontaliero del Grande Limpopo rappresenta una zona d'ibridazione con il clade sud-occidentale. La classificazione dei leoni dell'Uganda resta incerta per mancanza di campioni nello studio genetico più recente.
| Paese                | Lion Conservation Units                                                    | Superficie (km²) |
| -------------------- | -------------------------------------------------------------------------- | ---------------- |
| Uganda               | Murchison Falls, Toro-Semulik, Lake Mburo                                  | 4.800            |
| RDC                  | Itombwe, Luama                                                             | 8.441            |
| RDC, Uganda          | Queen Elizabeth-Virunga                                                    | 5.583            |
| Kenya, Tanzania      | Serengeti-Mara, Tarangire, Tsavo-Mkomazi                                   | 75.068           |
| Tanzania             | Dar-Biharamulo, Ruaha-Rungwa, Mpanga-Kipengere, Wami Mbiki-Saadani, Selous | 384.489          |
| Tanzania, Mozambico  | Niassa                                                                     | 177.559          |
| Mozambico            | Cahora Bassa, Gilé, Gorongosa−Marromeu                                     | 82.715           |
| Mozambico, Zambia    | Middle Zambezi                                                             | 64.672           |
| Mozambico, Sudafrica | Grande Limpopo                                                             | 150.347          |
| Zambia               | Liuwa, Sioma Ngwezi, Kafue, Sumbu                                          | 72.569           |
| Zambia, Malawi       | North-South Luangwa                                                        | 72.992           |
| Malawi               | Kasungu, Nkhotakota                                                        | 4.187            |
| Botswana, Sudafrica  | Kgalagadi                                                                  | 163.329          |

### Clade sud-occidentale

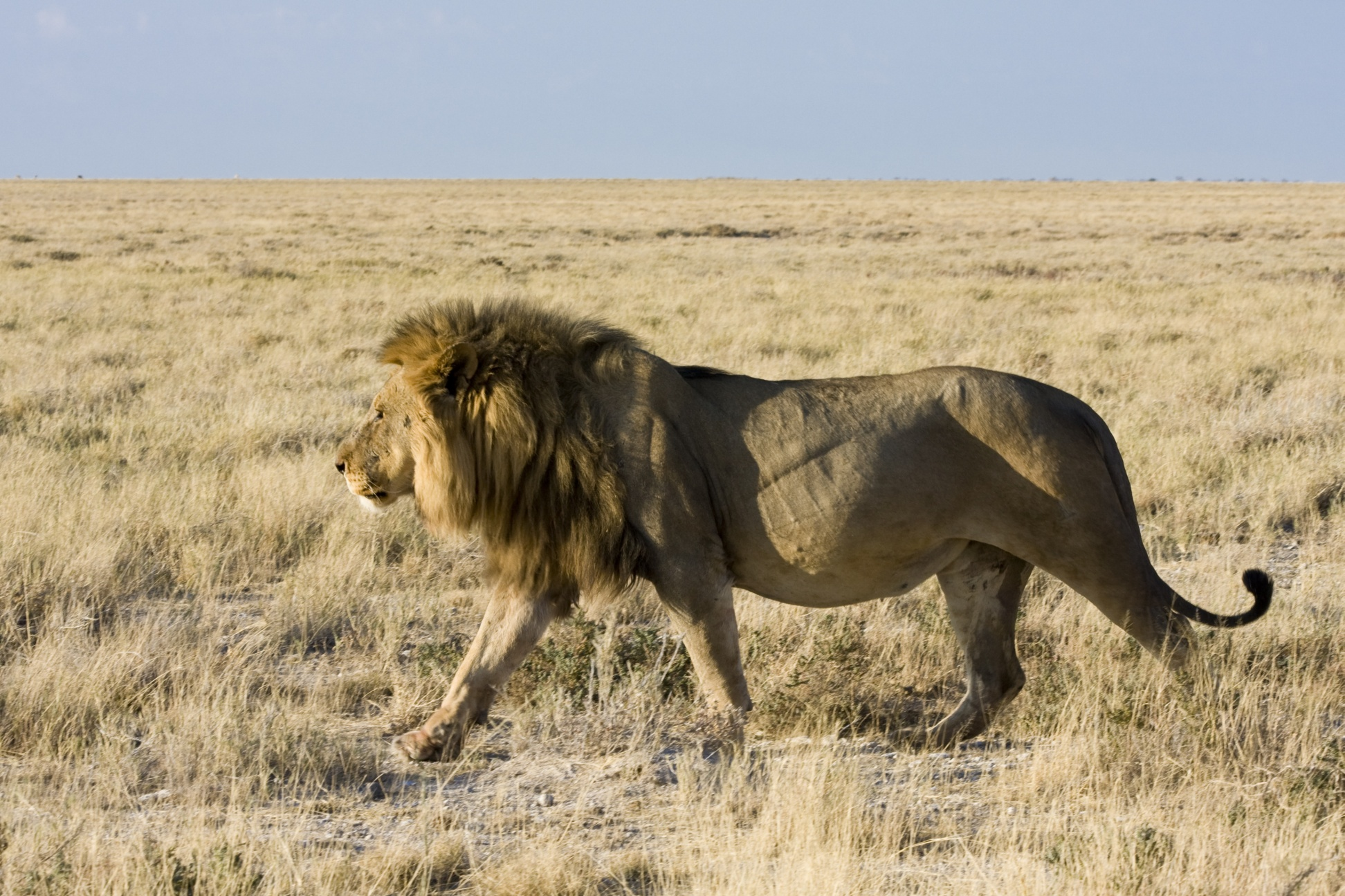
Leone nel Parco nazionale di Etosha (Namibia).

Comprende leoni di Angola, Namibia settentrionale, Botswana settentrionale e Zimbabwe occidentale, con estensione nel blocco del Tuli a sud-est. Esiste una zona d'ibridazione con il clade sud-orientale attorno al Kruger.
| Paese              | Lion Conservation Units                         | Superficie (km²) |
| ------------------ | ----------------------------------------------- | ---------------- |
| Zimbabwe           | Mapungubwe, Bubye                               | 10.033           |
| Botswana, Zimbabwe | Okavango-Hwange                                 | 99.552           |
| Botswana           | Xaixai                                          | 12.484           |
| Angola             | Kissama-Mumbondo, Bocoio-Camacuio, Alto Zambeze | 393.760          |
| Angola, Namibia    | Etosha-Kunene                                   | 123.800          |
| Namibia            | Khaudum-Caprivi                                 | 92.372           |

## Descrizione
Il leone presenta una pelliccia il cui colore varia dal beige chiaro al bruno scuro. Le orecchie sono arrotondate e la coda termina con un ciuffo nero.

### Dimensioni e peso
La lunghezza testa-corpo media dei maschi varia da 2,47 a 2,84 metri, con un peso compreso tra 150 e 225 kg. In media, i maschi pesano 187,5 kg nell'Africa meridionale e 174,9 kg nell'Africa orientale. Le femmine hanno un peso medio compreso tra 83 e 165 kg in Africa meridionale e tra 90 e 167,8 kg in Africa orientale. Nel Kruger National Park, i maschi nella parte settentrionale pesavano in media 200,01 kg, le femmine 143,52 kg; mentre nella parte meridionale (colpita da un'epidemia di tubercolosi) i maschi pesavano in media 186,55 kg e le femmine 118,37 kg. Nei leoni, i muscoli scheletrici costituiscono circa il 58,8% del peso corporeo.
Il leone più grande mai registrato misurava 3,35 m di lunghezza e pesava 375 kg. Un maschio eccezionalmente pesante nei pressi del Monte Kenya raggiunse i 272 kg. Il leone più lungo in natura sarebbe stato un maschio abbattuto vicino al Mucusso National Park, in Angola meridionale, nel 1973. Nel 1936, un leone antropofago ucciso nel Transvaal orientale pesava circa 313 kg, ed è stato considerato uno dei più pesanti mai documentati. Due leoni responsabili di attacchi al bestiame in Tanzania nel 1963 pesavano rispettivamente 320 e 360 kg.

### Criniera

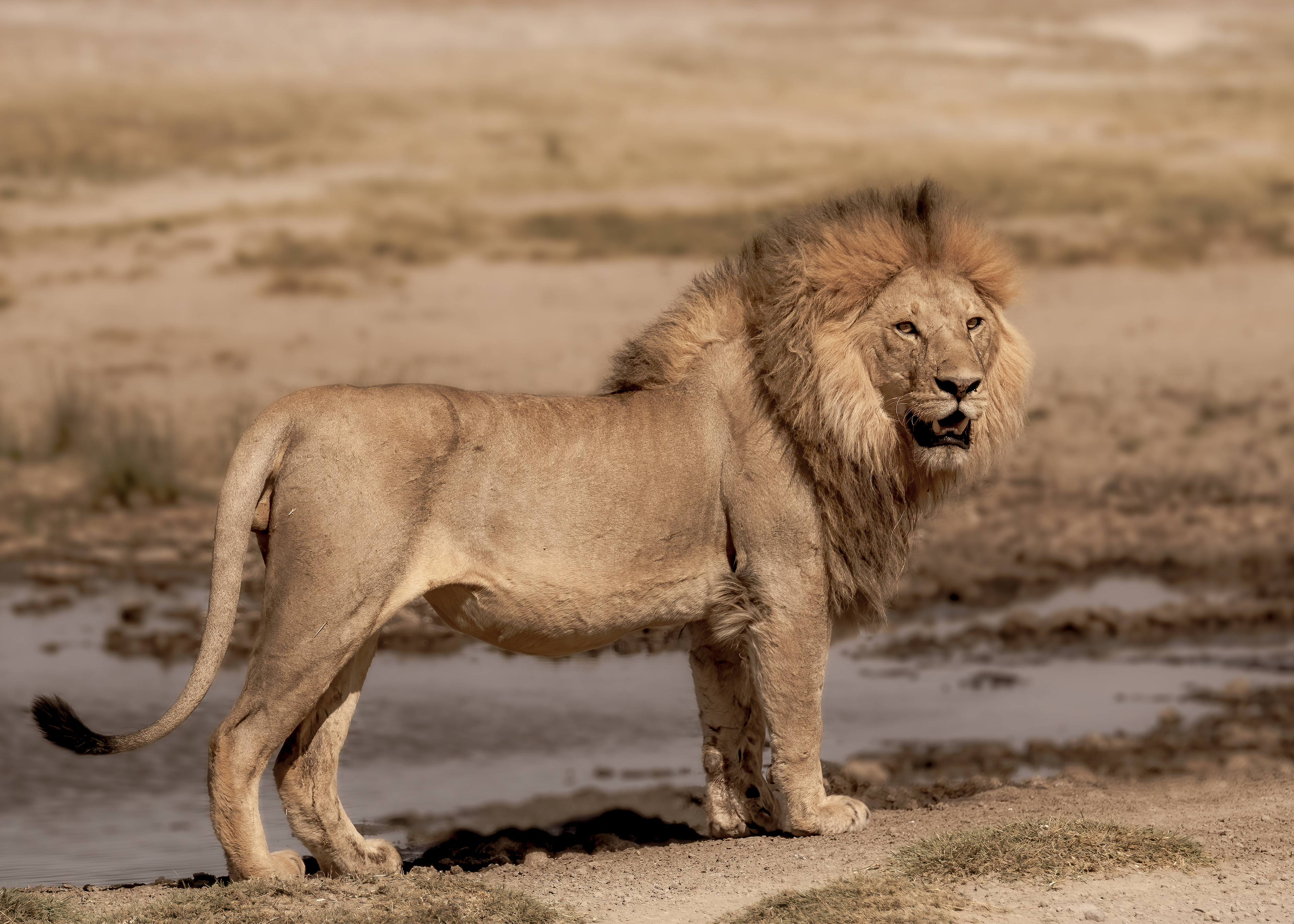
Leone nel Parco nazionale del Serengeti (Tanzania).

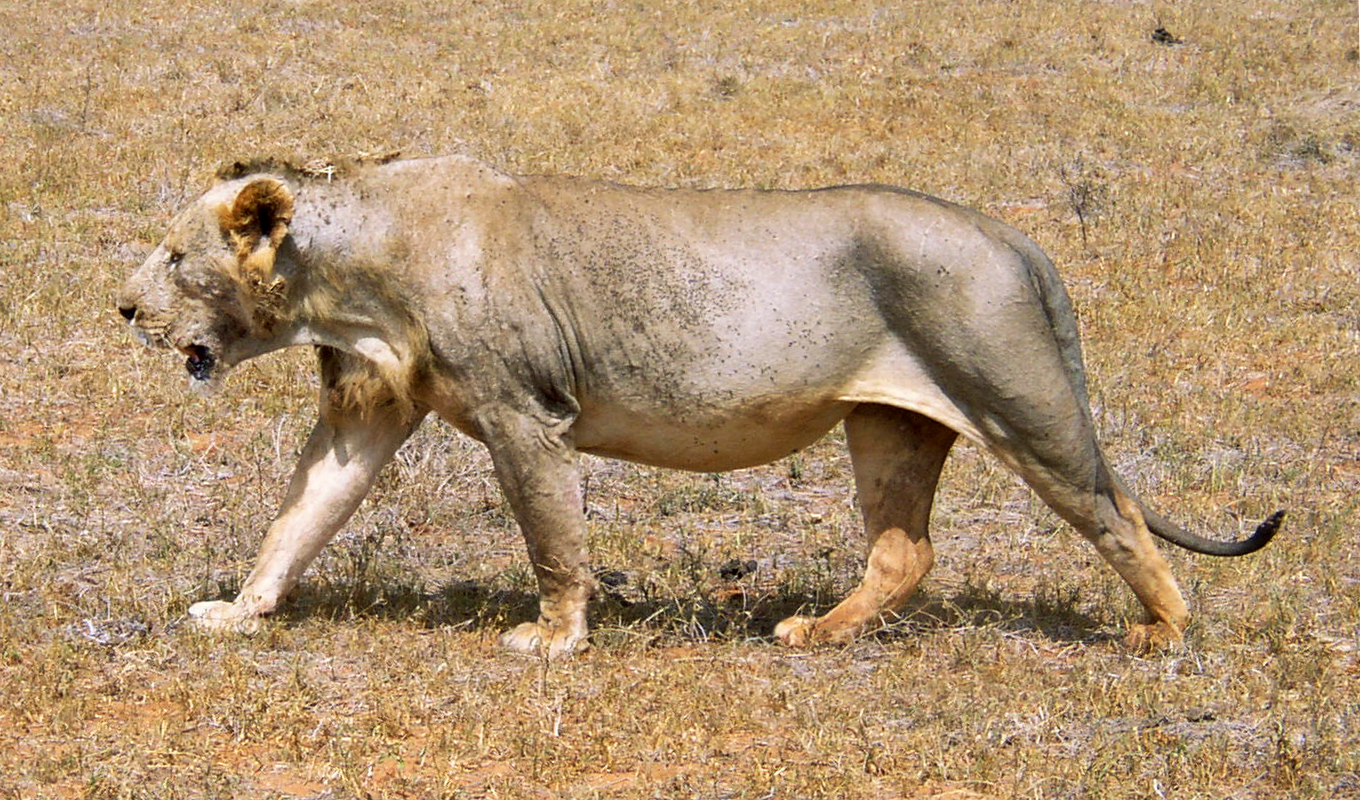
Leone privo di criniera nel Parco nazionale di Tsavo East (Kenya).

Nei secoli XIX e XX, molti esemplari tipo di leone furono descritti sulla base del colore e della lunghezza della criniera. Il colore può variare dal sabbia, fulvo, isabellino, giallo rossastro chiaro fino al bruno scuro e al nero. La lunghezza varia da molto corta a criniere che raggiungono le ginocchia e si estendono sotto il ventre. Nella regione dello Tsavo sono stati osservati anche leoni privi di criniera.
Lo sviluppo della criniera è legato all'età: i maschi più anziani sviluppano criniere più estese rispetto ai giovani. La crescita continua fino ai 4-5 anni, ben oltre la maturità sessuale. I leoni delle alture del Kenya, a oltre 800 m di altitudine, sviluppano criniere più folte rispetto a quelli delle zone più calde e umide del Kenya orientale e settentrionale. Temperatura ambientale media, dieta e livelli di testosterone influenzano la lunghezza e il colore della criniera, che rappresenta un indicatore dell'età e della capacità di combattere. Nel Serengeti National Park, le femmine mostrano preferenza per maschi con criniere scure e folte.

### Leoni bianchi

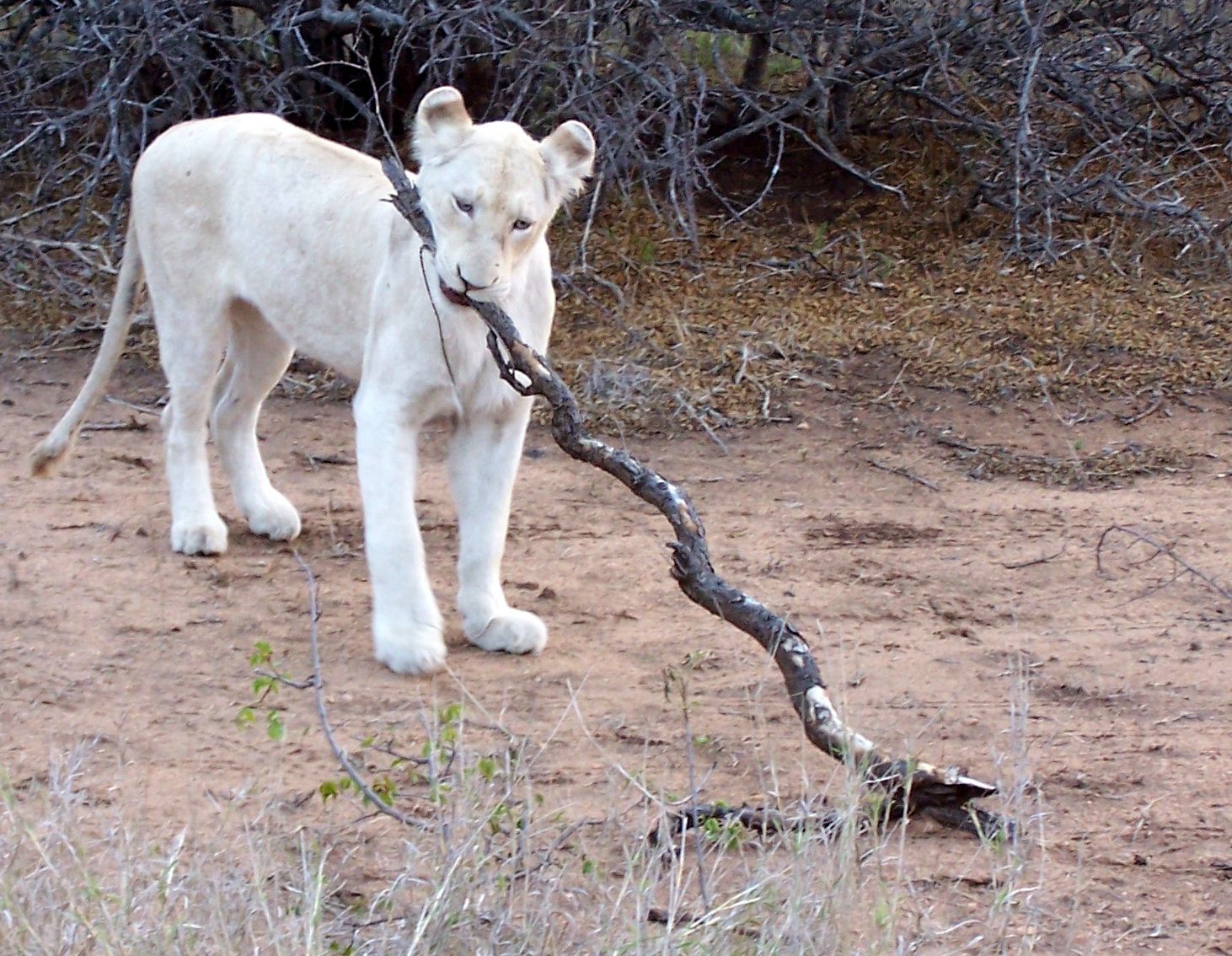
Leoncino nel Parco nazionale Kruger.

I leoni bianchi sono stati occasionalmente avvistati nei dintorni del Kruger National Park e della confinante Timbavati Private Game Reserve, in Sudafrica. Il colore biancastro è dovuto a una rara mutazione genetica causata da un allele recessivo doppio. Questi leoni conservano una pigmentazione normale in occhi e pelle. Furono rimossi dall'ambiente naturale negli anni Settanta, causando una riduzione del patrimonio genetico specifico per questo fenotipo. Tuttavia, tra il 2007 e il 2015 sono state registrate 17 nascite di leoni bianchi in cinque branchi diversi. Sono stati selezionati per la riproduzione in cattività, e vengono allevati in alcuni centri sudafricani per essere uccisi nelle cosiddette canned hunts, ossia battute di caccia in ambienti chiusi.

## Biologia
Nel Serengeti National Park, il monitoraggio dei branchi di leoni è iniziato nel 1966. Tra il 1966 e il 1972, due branchi osservati comprendevano ciascuno da sette a dieci femmine. Le femmine partorivano in media una cucciolata ogni 23 mesi, composta solitamente da due o tre cuccioli. Degli 87 cuccioli nati fino al 1970, solo 12 raggiunsero i due anni di età. Le principali cause di mortalità erano la carestia durante i periodi in cui le grandi prede scarseggiavano e le uccisioni correlate ai cambi di dominio nel branco da parte di nuovi maschi. I maschi in coalizione erano strettamente imparentati. Tra il 1974 e il 2012, in un'area di studio di 2.000 km², furono registrate 471 coalizioni per un totale di 796 maschi. Di queste, 35 coalizioni includevano maschi nati nell'area che vi fecero ritorno dopo circa due anni di assenza. Le coalizioni nomadi divenivano residenti tra i 3,5 e i 7,3 anni d'età.
Nella Selous Game Reserve, in Tanzania, i leoni sono oggetto di monitoraggio dal 1996. I branchi tendevano a evitare i boschi di acacia, preferendo gli habitat in prossimità dei corsi d'acqua con erbe basse, frequentati anche dalle prede. Più branchi condividevano lo stesso territorio.
Nella Kavango–Zambezi Transfrontier Conservation Area, il monitoraggio è iniziato nel 1999. Cinquanta leoni vennero dotati di radiocollare nel Hwange National Park nel 2003 e tracciati fino al 2012. I dati rivelano che maschi e femmine adulti preferivano habitat di prateria e di macchia, evitando lo zone boscose e quelle ad alta densità umana. Al contrario, i maschi subadulti in dispersione tendevano a muoversi maggiormente in aree dominate dall'uomo, risultando così più esposti al conflitto. Tra il 2002 e il 2007, nel parco furono tracciati 19 leoni: maschi e femmine si muovevano principalmente entro 2 km dalle pozze d'acqua in tutte le stagioni.
Nelle vicinanze dello Tsavo East National Park, nel 2002, i leoni erano rappresentati da tre branchi, due coppie e un individuo solitario.

### Caccia e dieta
I leoni cacciano prevalentemente in gruppo e predano soprattutto ungulati come orici (Oryx gazella), bufali cafri (Syncerus caffer), gnu striati (Connochaetes taurinus), giraffe (Giraffa camelopardalis), antilopi alcine (Tragelaphus oryx), cudù maggiori (T. strepsiceros), nyala (T. angasii), antilopi roane (Hippotragus equinus) e nere (H. niger), zebre di pianura (Equus quagga), potamoceri (Potamochoerus larvatus), facoceri (Phacochoerus africanus), alcelafi (Alcelaphus buselaphus), damalischi (Damaliscus lunatus), cobi (Kobus ellipsiprymnus), kob (K. kob) e gazzelle di Thomson (Eudorcas thomsonii). Le prede rientrano per lo più in un intervallo di peso compreso tra 190 e 550 kg. Nel Serengeti, i leoni sono stati osservati anche nell'atto di nutrirsi di carogne lasciate da altri predatori o di animali morti per cause naturali. Sembrano riconoscere il volo circolare degli avvoltoi come indicatore di una carcassa. Nel Hwange National Park, le feci raccolte nei pressi delle pozze d'acqua contenevano anche resti di roditori come Dendromus e Mus.
Nel Chobe National Park in Botswana, è stato documentato che i leoni attaccano anche giovani e subadulti di elefante africano (Loxodonta africana). Tra il 1993 e il 1996 uccisero 74 elefanti, di cui 26 avevano più di nove anni e uno era un maschio adulto con oltre 15 anni. Nell'ottobre 2005, un branco di circa 30 leoni uccise otto elefanti di età compresa tra quattro e undici anni.

### Attacchi all'uomo
Diversi episodi documentano attacchi di leoni all'uomo:
- Negli anni 1890, i celebri leoni dello Tsavo attaccarono i lavoratori impegnati nella costruzione della ferrovia dell'Uganda. I loro crani e le loro pelli sono oggi conservati presso il Field Museum of Natural History di Chicago.[93] Il numero esatto delle vittime è incerto, ma si stima che circa 135 persone furono uccise prima che il colonnello Patterson abbattesse gli animali.[94]
- I leoni di Njombe, attivi nell'ex Tanganica, sarebbero responsabili di 1.500-2.000 vittime umane prima di essere abbattuti da George Gilman Rushby.[95]
- Tra il 1990 e il 2004, oltre 560 persone furono uccise dai leoni in Tanzania, soprattutto durante la stagione del raccolto in zone agricole o in aree con scarsa disponibilità di prede naturali.[96]
- Nel febbraio 2018, un presunto bracconiere fu ucciso dai leoni nei pressi del Kruger National Park.[97][98]
- Nello stesso mese, tre leoni condotti a passeggio da Kevin Richardson nella Dinokeng Game Reserve, in Sudafrica, inseguirono un'impala per oltre 2 km. Una leonessa finì per uccidere una giovane donna vicino alla sua auto.[99]
- Nel luglio 2018, resti umani furono ritrovati in un recinto di leoni in una riserva privata sudafricana. Si sospetta che appartenessero a bracconieri di rinoceronti, poiché accanto ai resti furono trovati un fucile con silenziatore, un'accetta e delle tronchesi.[100]

## Minacce

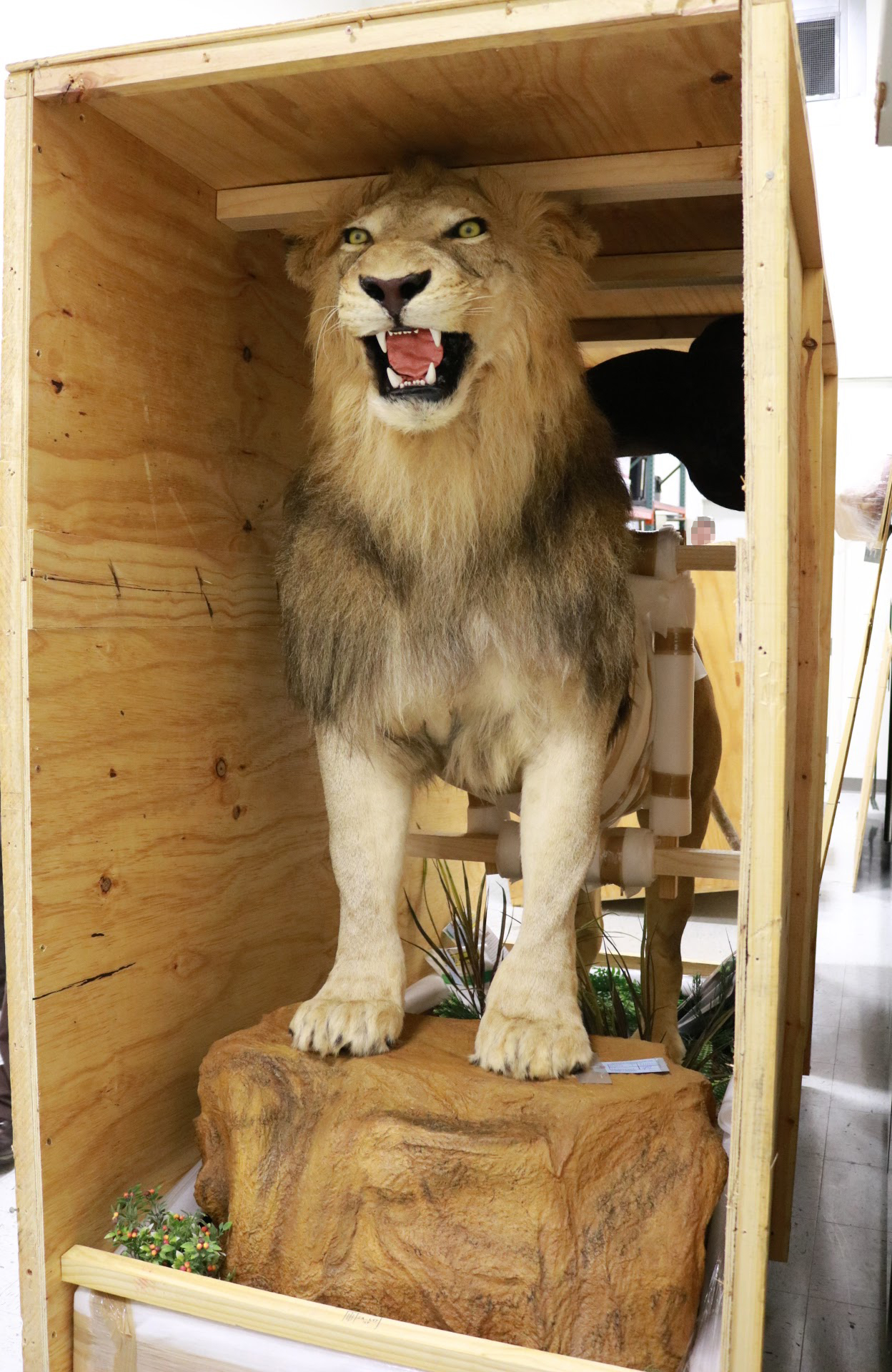
Leone imbalsamato sequestrato dal Fish and Wildlife Service degli Stati Uniti nel 2017.

In Africa, i leoni sono minacciati principalmente da uccisioni preventive o di ritorsione da parte delle popolazioni locali, in risposta agli attacchi al bestiame. La riduzione delle prede disponibili, la perdita e la conversione degli habitat hanno determinato il declino di molte sottopopolazioni, rendendole piccole e isolate. La caccia sportiva ha contribuito significativamente al calo demografico dei leoni in paesi come Botswana, Namibia, Zimbabwe e Zambia. In Tanzania, rappresenta la causa principale della diminuzione della popolazione nella Selous Game Reserve e nel Katavi National Park. Anche se ufficialmente protetti, i leoni dello Tsavo National Parks sono regolarmente uccisi dalle comunità locali: tra il 2001 e il 2006 si registrarono oltre 100 casi documentati di abbattimenti.
Tra il 2008 e il 2013, ossa e parti del corpo di almeno 2.621 leoni furono esportate dal Sudafrica al Sud-est asiatico; tra il 2014 e il 2016, furono spediti altri 3.437 scheletri. Le ossa di leone sono usate come sostituti di quelle di tigre nella medicina tradizionale asiatica. In Sudafrica, ranch privati allevano leoni appositamente per l'industria della caccia in cattività, pratica fortemente controversa nota come canned hunting.
Nel 2014, sette leoni furono presumiblmente avvelenati da un pastore nella Ikona Wildlife Management Area dopo che questi avevano attaccato il suo bestiame. Nel febbraio 2018, nel Ruaha National Park furono rinvenuti i cadaveri di due leoni maschi e quattro femmine, probabilmente morti per avvelenamento.
Nel Hwange National Park, in Zimbabwe, due celebri leoni maschi – Cecil e suo figlio Xanda – furono uccisi da cacciatori di trofei.
Infine, nel Kafue National Park in Zambia, incendi incontrollati e la caccia ai leoni e alle specie loro preda ostacolano la ripresa della popolazione. In aprticolare, la mortalità infantile tra i cuccioli rimane elevata.

## Conservazione

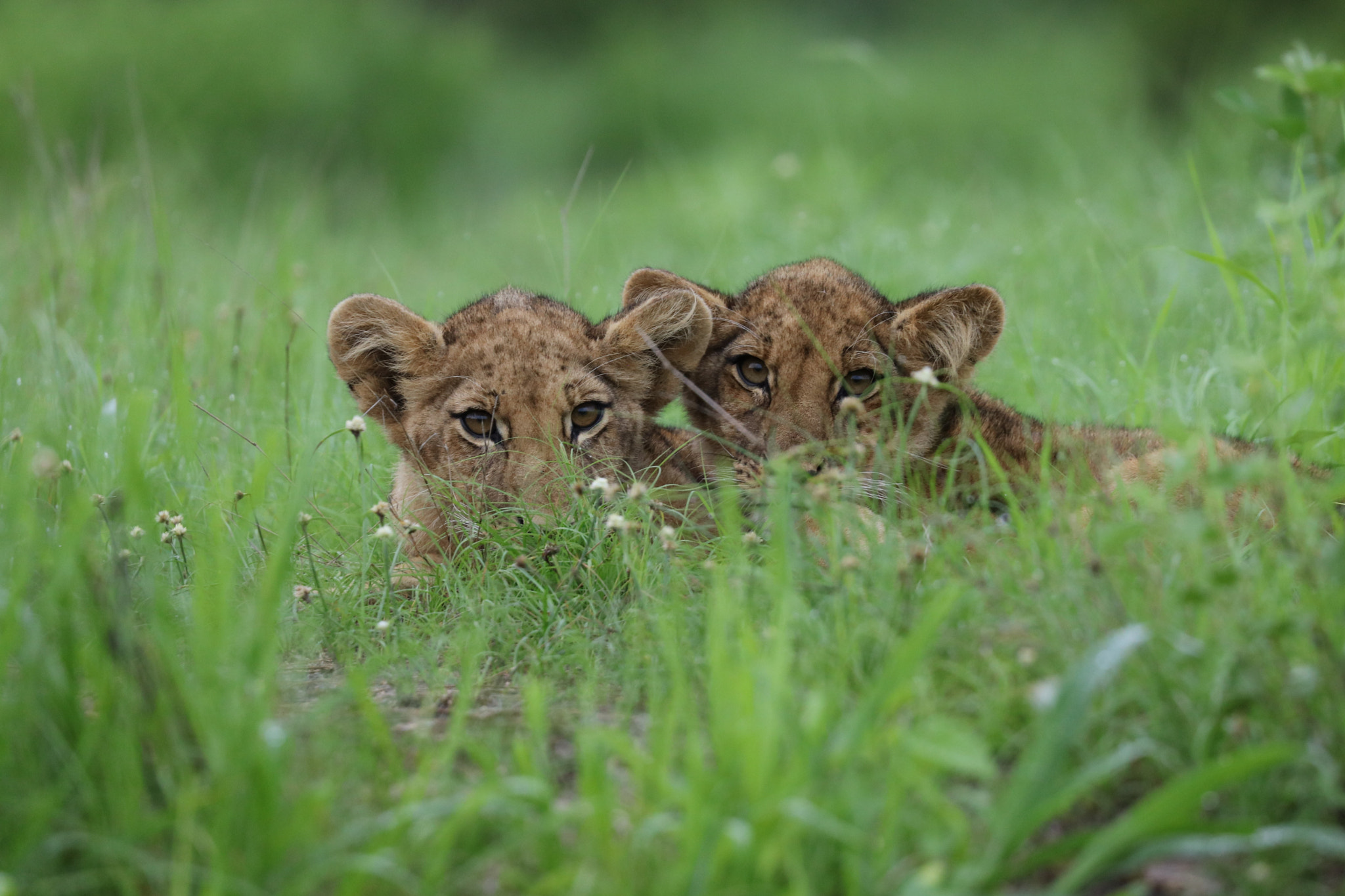
Leoncini in Botswana.

I leoni africani sono inclusi nell'Appendice II della CITES, che regola il commercio internazionale di specie minacciate. Attualmente, le popolazioni di leoni risultano stabili soltanto nei grandi complessi di aree protette. Nel 2006, gli uffici regionali della IUCN e numerose organizzazioni per la conservazione della fauna selvatica hanno collaborato per elaborare una strategia di Conservazione del Leone per l'Africa orientale e meridionale. Tale strategia si propone di mantenere habitat adeguati, garantire una sufficiente disponibilità di prede selvatiche, promuovere la convivenza sostenibile tra leoni e comunità umane e ridurre i fattori che portano all'ulteriore frammentazione delle popolazioni. In diversi paesi dell'Africa meridionale dove è presente il leone, le comunità locali traggono consistenti profitti dal turismo faunistico, il che rappresenta un forte incentivo al sostegno delle misure di conservazione.
Un altro aspetto fondamentale è la creazione di corridoi ecologici tra le aree protette, che facilitino la dispersione naturale dei leoni. A tal proposito, il Makgadikgadi Pans National Park e la Central Kalahari Game Reserve rappresentano due zone chiave per la dispersione nell'Africa meridionale.

### In cattività

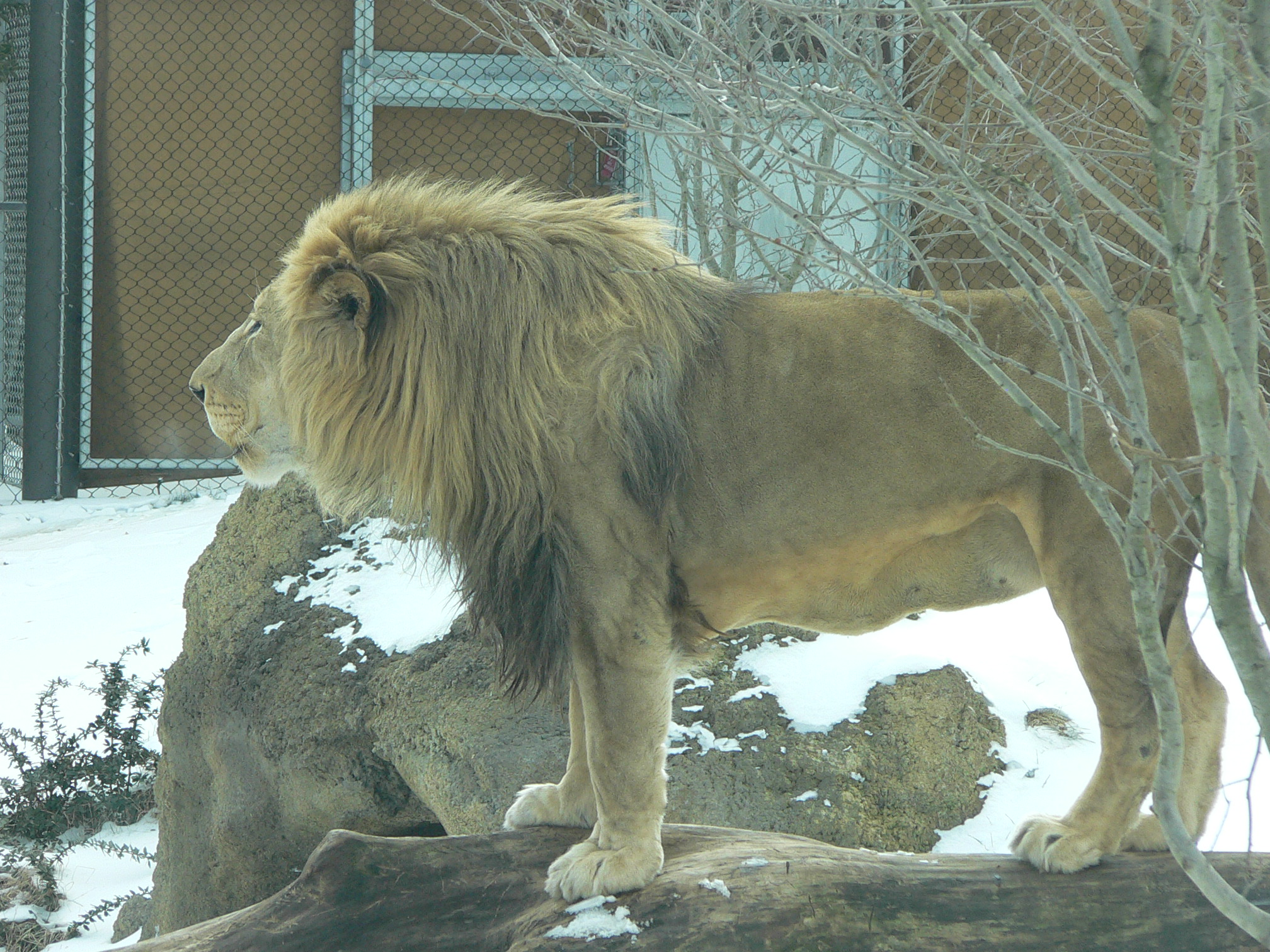
Leone in cattività allo Zoo di Philadelphia.

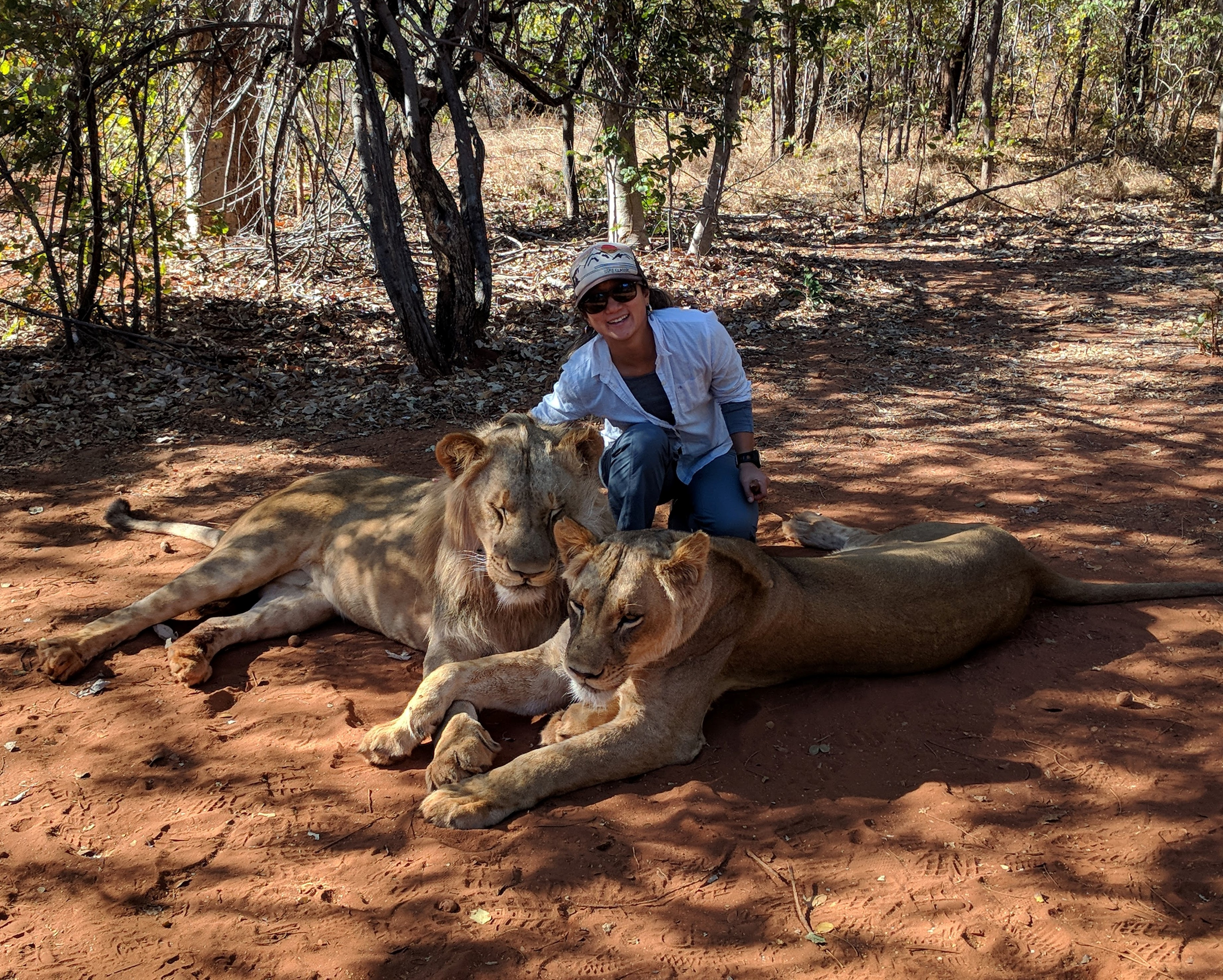
Turista accarezza dei leoni addomesticati a Livingstone (Zambia).

All'inizio del XXI secolo, lo zoo di Addis Abeba ospitava 16 leoni adulti, presumibilmente discendenti di cinque maschi e due femmine catturati nel sud-ovest dell'Etiopia per conto dell'Imperatore Hailé Selassié I.
Nel 2006, secondo i registri dell'International Species Information System, otto leoni in cattività erano classificati come P. l. massaicus e 23 come P. l. nubicus, entrambi provenienti dalla Tanzania; circa 100 leoni erano registrati come P. l. krugeri, originari del Sudafrica.
Nel 2012, l'analisi genetica dei leoni custoditi nello zoo di Sana'a, nello Yemen, ha mostrato una stretta affinità con i leoni dell'Africa orientale e meridionale, confermando legami filogeografici con le popolazioni di queste regioni.

## Importanza culturale

Lo stemma del Sudafrica in vigore tra il 1910 e il 1932 raffigurava un leone.

Il leone è un animale simbolico nei riti sciamanici del popolo Nuer, dove assume un ruolo spirituale rilevante. In altre culture dell'Africa orientale, invece, il leone è talvolta considerato simbolo di pigrizia. Tra i Masai, le cicatrici provocate da un leone sono viste come segni di coraggio, testimonianza di valore personale e abilità nel confronto con la natura selvaggia. Il termine Simba, usato comunemente per indicare il leone, deriva dalla lingua swahili e significa anche «aggressivo», «re» e «forte».

## Nomi regionali
Le popolazioni di leone dell'Africa meridionale e orientale sono state designate con numerosi nomi regionali, tra cui leone del Katanga, leone del Transvaal, leone del Kalahari, leone dell'Africa sud-orientale e leone dell'Africa sud-occidentale. Altri appellativi includono leone Masai, leone del Serengeti, leone dello Tsavo e leone dell'Uganda. Queste popolazioni sono state inoltre indicate in letteratura come leone dell'Africa orientale e meridionale, leone meridionale, oppure più semplicemente come sottospecie meridionale.